# Shasta Lake (Californie)
Pour les articles homonymes, voir Shasta Lake.
Shasta Lake est une municipalité américaine du Comté de Shasta, en Californie. Au recensement de 2020, Shasta Lake comptait 10 371 habitants.

## Histoire
Avant d’être incorporée, la ville s’appelait Central Valley.

## Démographie
| 2000  | 2010   | 2020   | - | - | - |
| ----- | ------ | ------ | - | - | - |
| 9 008 | 10 164 | 10 371 | - | - | - |